# Claudio Michelotto
Claudio Michelotto (Trento, 31 oktober 1942 – 27 mei 2025) was een Italiaanse wielrenner. Hij was prof tussen 1966 en 1973.

## Carrière
Zijn grootste successen behaalde Michelotto in de Ronde van Italië van 1969. Na een derde plaats in de negentiende etappe wist hij te zegevieren in de 21e etappe die finishte in Cavalese. In deze etappe was hij sneller dan Felice Gimondi, in het eindklassement moest Michelotto zijn landgenoot voor laten. Gimondi won met een tijdsverschil van iets meer dan drieënhalve minuut. Michelotto schreef het bergklassement op zijn naam. Eerder won hij ook de eindklassementen in de Tirreno-Adriatico van 1968 en de Ronde van Sardinië van 1969. Naast een enkele etappeoverwinning in Italiaanse en Zwitserse wedstrijden won Michelotto ook enkele eendagskoersen, zoals Milaan-Turijn en de Coppa Agostoni.
Michelotto overleed op 27 mei 2025 op 82-jarige leeftijd.

## Belangrijkste overwinningen
1964
- GP Ezio del Rosso

1968
- Coppa Agostoni
- Eindklassement Tirreno-Adriatico

1969
- Trofeo Laigueglia
- Eindklassement Ronde van Sardinië
- Milaan-Turijn
- 21e etappe Ronde van Italië
- Bergklassement Ronde van Italië

1971
- Ronde van Campanië

1972
- 4e etappe Ronde van Zwitserland

1973
- Proloog Ronde van Romandië

## Resultaten in voornaamste wedstrijden
| Jaar | Ronde van Italië | Ronde van Frankrijk | Ronde van Spanje |
| ---- | ---------------- | ------------------- | ---------------- |
| 1967 | 26e              | 61e                 |                  |
| 1968 | 20e              |                     |                  |
| 1969 | ↑ (1)            |                     | 43e              |
| 1970 | 31e              | opgave              |                  |
| 1971 | opgave           | opgave              |                  |
| 1972 | 62e              |                     | 48e              |
| 1973 | 56e              |                     |                  |

| Jaar | Milaan-San Remo | Ronde van Lombardije |
| ---- | --------------- | -------------------- |
| 1967 | 90e             |                      |
| 1968 | 101e            | 25e                  |
| 1969 |                 |                      |
| 1970 |                 |                      |
| 1971 | 38e             |                      |
| 1972 | 85e             |                      |
| 1973 | 48e             |                      |